# Marie Luise Gothein
Marie Luise Schroeter, nota come Marie Luise Gothein (Passenheim, 12 settembre 1863 – Heidelberg, 24 dicembre 1931), è stata una storica dell'arte e traduttrice tedesca, moglie dello storiografo Eberhard Gothein, ricordata soprattutto come storica dell'arte dei giardini.

## Biografia

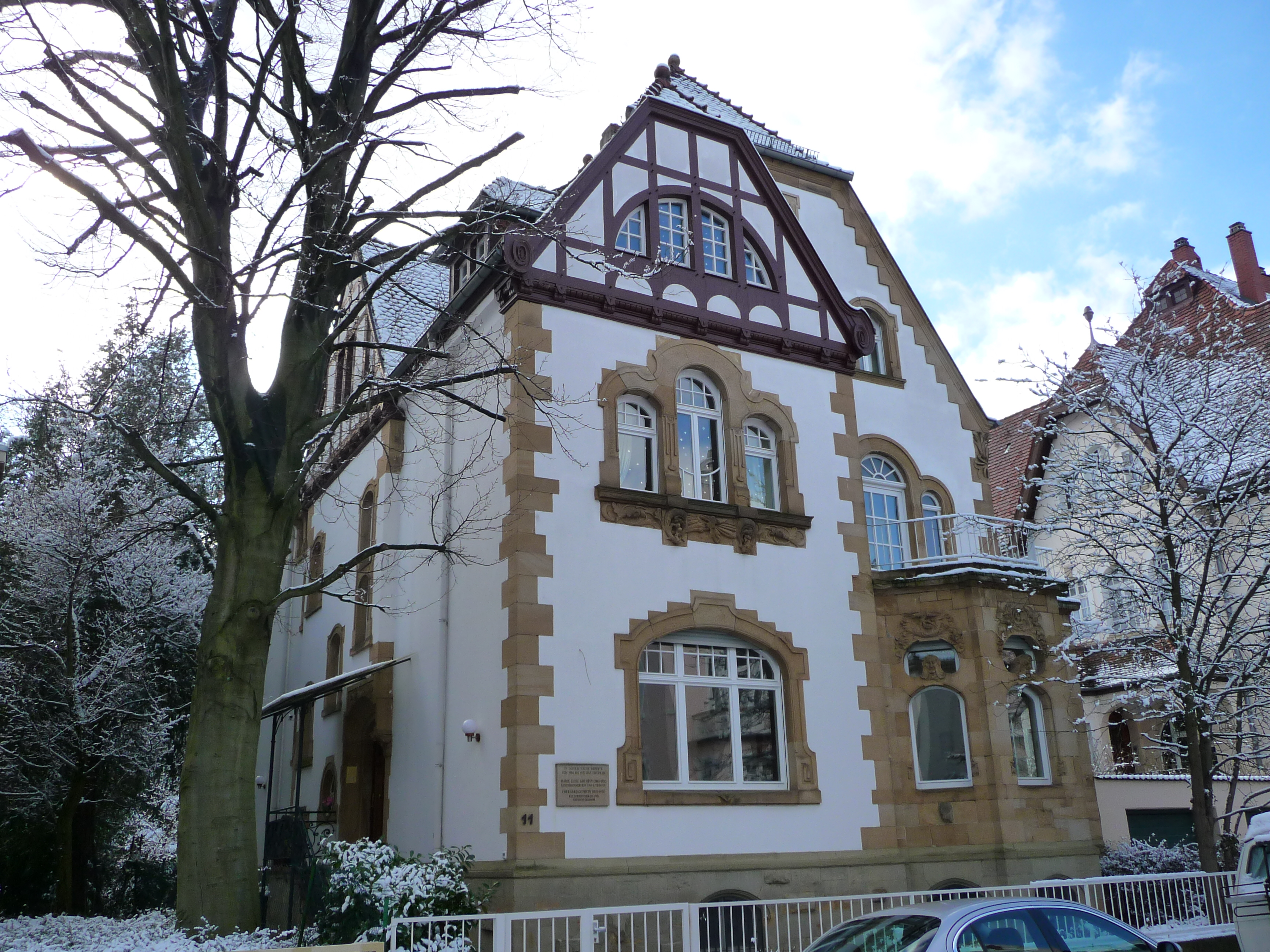
Heidelberg, abitazione della famiglia Gothein

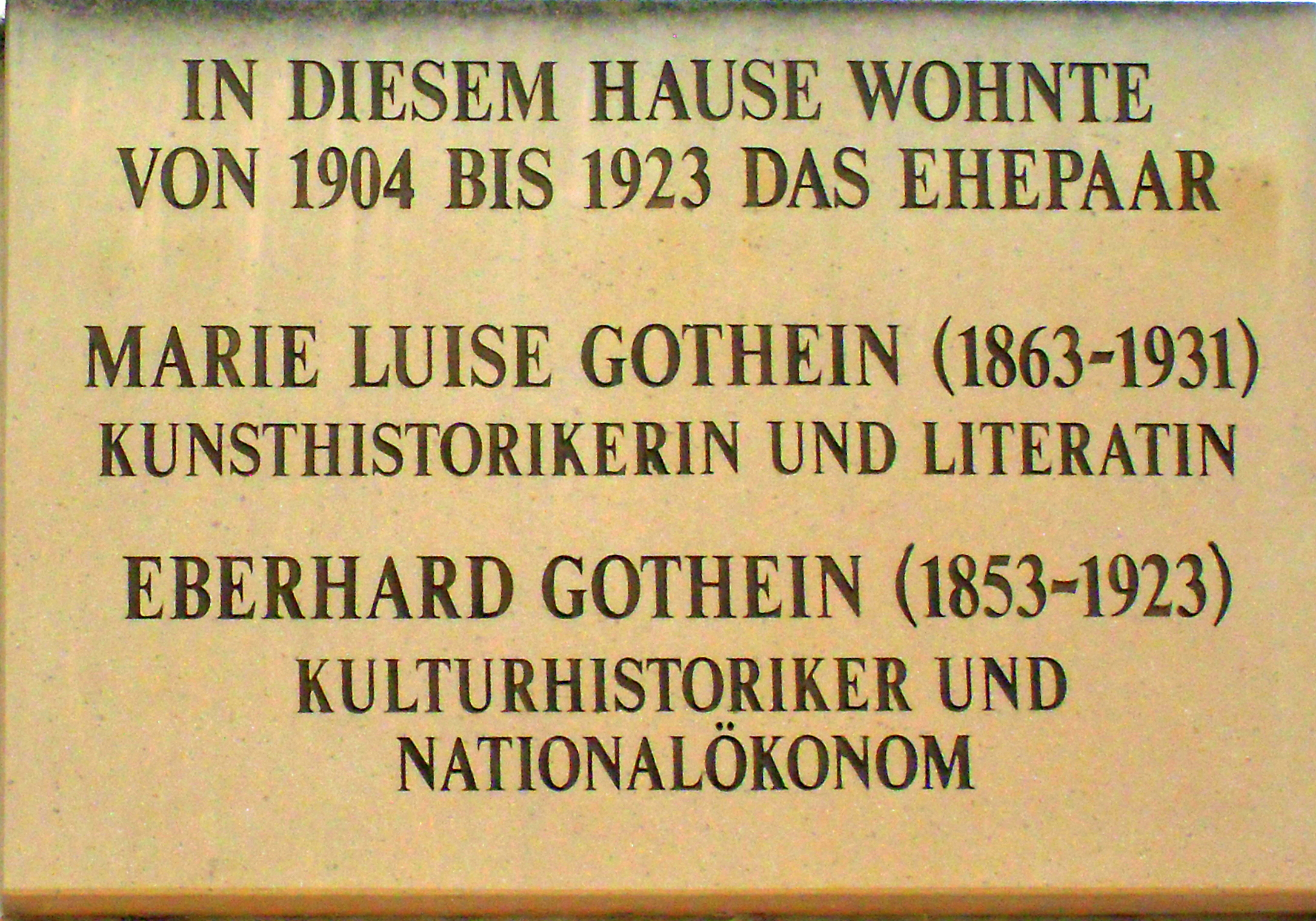
Targa commemorativa posta sull'abitazione di Marie Luise ed Eberhard Gothein ad Heidelberg.

Marie Luise Schroeter nacque nel 1863 nella cittadina di tedesca di Passenheim, appartenente all'epoca al Regno di Prussia e passata dopo il 1945 alla Polonia dove fu ribattezzata Pasym. Studentessa all'Università di Breslavia, nel 1885 sposò l'illustre storiografo Eberhard Gothein. Dal matrimonio nacquero quattro figli: Wolfgang (1886-1958), Wilhelm (1888-1914), Werner (1890-1968) e Percy (1896-1944); Wilhelm cadde in combattimento durante la prima guerra mondiale; Percy divenne un noto studioso di storia dell'arte e Werner divenne un artista.
Marie Luise svolse l'attività di traduttrice di poeti fra i quali Wordsworth, Keats, Elizabeth Barrett Browning, Shakespeare e Tagore. Viaggiò in Europa; l'amore per i giardini la spinse alla composizione dell'opera Geschichte der Gartenkunst (Storia dell'arte dei giardini) pubblicata in due volumi nel 1914, tradotta in varie lingue fra cui l'inglese e l'italiano (2006). Dopo la morte del marito (1923) viaggiò in Oriente (India, Cina, Giava, Giappone), scrisse un'opera sui giardini indiani e su Pechino. Nel 1931 ottenne la laurea honoris causa dall'Università di Heidelberg. Lo stesso anno curò una biografia del marito. Morì l'anno successivo ad Heidelberg.

## Opere
- Marie Luise Gothein, William Wordsworth. Sein Leben, seine Werke, seine Zeitgenossen, 2 voll., Halle A. S., Max Niemeyer, 1893.
- Marie Luise Gothein, John Keats : Leben und Werke, 2 voll., Halle A. S., Max Niemeyer, 1897.
- Marie Luise Gothein, Geschichte der Gartenkunst, 2 voll., Jena, Diederichs, 1914.. Edizione in lingua italiana:  Marie Luise Gothein, Storia dell'arte dei giardini, a cura di Massimo De Vico Fallani e Mario Bencivenni, Giardini e paesaggio, 2 voll. - Vol. I: 1: Dall'Egitto al Rinascimento in Italia, Spagna e Portogallo; Vol. II:  Dal Rinascimento in Francia fino ai nostri giorni, Firenze, Leo S. Olschki, 2006, ISBN 88-222-5579-8.
  -  Marie Luise Gothein, Geschichte der Gartenkunst, Vol. I: Von Ägypten bis zur Renaissance in Italien, Spanien und Portugal, Jena, Diederichs, 1914.
  -  Marie Luise Gothein, Geschichte der Gartenkunst, Vol. II: Von der Renaissance in Frankreich bis zur Gegenwart, Jena, Diederichs, 1914.
- Marie Luise Gothein, Indische Gärten, München, Drei Masken, 1926.
- Marie Luise Gothein, Die Stadtanlage von Peking. Ihre historisch-philosophische Entwicklung, Augsburg, Filser, 1928.
- Marie Luise Gothein, Eberhard Gothein. Ein Lebensbild. Seinen Briefen nacherzählt, Stuttgart, Kohlhammer, 1931.